# 貴嶼鎮
貴嶼鎮(きしょ-ちん)とは、中華人民共和国広東省汕頭市潮陽区の西部にある地域である。

## 概要
面積は52平方キロメートルで、人口は13万人である。
鎮の主要産業がリサイクル業ということもあって、国内のみならず海外から運ばれてきた電気機器の処理に伴う環境汚染が深刻である。電子機器の中にある基板から貴金属を化学反応等で取り出すときに出る有害物質が原因の大気汚染や水質汚濁、処理しきれない廃棄物の不法投棄が問題となっている。